# 체당금
체당금(替當金)은 도산한 사업장에서 근로자가 사업주로부터 지급받지 못한 급여를 국가가 대신 지급해 주는 급여이다. 
임금채권보장법에서 규정하고 있다.  

## 체당금의 종류

### 일반체당금
일반체당금은 사업주에게 이러한 요건이 있을 때 지급되는 체당금이다.
- 회생절차개시의 결정이 있는 경우
- 파산선고의 결정이 있는 경우
- 고용노동부장관이 대통령령으로 정한 요건과 절차에 따라 미지급 임금등을 지급할 능력이 없다고 인정하는 경우

### 소액체당금
소액체당금은 사업주가 근로자에게 미지급 임금등을 지급하라는 유웅판결, 조정 과 결정, 및 명령 등이 있는 경우 지급되는 체당금이다.